# Френсіс (фільм)
«Френсіс» (англ. Frances) — американська біографічна драма 1982 року режисера Ґрема Кліффорда. Головну роль зіграла Джессіка Ленґ. Другорядні ролі виконали Кім Стенлі, Сем Шепард, Барт Бернс, Крістофер Пеннок, Джонатан Бенкс та інші.
Український переклад стрічки зробила студія Цікава ідея.

## Сюжет
Фільм розповідає про життя та трагічну долю однієї з американських кіноакторок – Френсіс Фармер.

## У ролях
- Джессіка Ленґ — Френсіс Фармер
- Кім Стенлі — Лілліан Ван Орнум Фармер
- Сем Шепард — Гаррі Йорк
- Барт Бернс — Ернест Фармер
- Крістофер Пеннок — Дік Стіл
- Джонатан Бенкс — автостопник
- Джеффрі ДеМанн — Кліффорд Одетс
- Джордан Черні — Гарольд Клурман

## Виробництво
Фільм був розроблений командою, яка зняла «Людину-слона», сценаристами Еріком Берґреном і Крістофером Де Вором, а також продюсерами Джонатаном Сенгером і Мелом Бруксом. Брукс дуже хотів, щоб режисером став Девід Лінч, який зняв «Людину-слона». Однак Лінч підписав угоду з Universal. Тоді Сенґер запропонував Грема Кліффорда, який добре зарекомендував себе як монтажер, зокрема він зняв кілька фільмів із Робертом Альтманом. «Він дуже яскравий і повністю закоханий в цю історію», — сказав Брукс.
Сценарій був заснований на «Країні тіней» Вільяма Арнольда, вигаданій біографії Фармер. Під час підготовки до виробництва виробники відмовилися від свого вибору використовувати книгу як вихідний матеріал. Арнольд подав невдалий позов про порушення авторських прав, але багато його вигаданих елементів було включено в остаточний фільм.
У коментарі до випуску DVD режисер Кліффорд заявив: «Ми не хотіли обманювати людей фактами до смерті». Мел Брукс був виконавчим продюсером фільму, але навмисно не отримав заслуги за його участь, оскільки його ім'я приписували пародіям або грубим комедіям.
Творці фільму намагалися отримати фінансування, доки не втрутилася компанія EMI Films.

### Кастинг
Багато акторок вважалися кандидатками на роль Френсіс Фармер, зокрема Енн Арчер, Сьюзан Блейклі, Блайт Даннер, Сьюзен Дей, Патті Дьюк, Міа Ферроу, Саллі Філд, Джейн Фонда, Голді Хоун, Даян Кітон, Лайза Міннеллі, Сюзен Сарандон, Сібілл Шеперд, Сіссі Спейсек, Меріл Стріп, Наталі Вуд і Тьюсдей Велд. Фей Данавей відмовилася від цієї ролі.
«Це роль, яку кожна актриса чекає все життя», — сказала Хоун.
Джессіка Ленґ хотіла зіграти цю роль ще з того часу, як прочитала мемуари Фармер наприкінці 1970-х років. Вона намагалася зацікавити Боба Рейфелсона і Боба Фосса зняти фільм, але жоден не був зацікавлений. Вона сказала, що потім Кліффорд зателефонував їй прямо запропонувавши роль. Раніше Кліффорд змонтував фільм «Листоноша завжди дзвонить двічі» з Ленґ у головній ролі.
«Вона була дуже напруженою і мала в своєму характері непереборні елементи самознищення, але вона була справжнім воїном», — сказала Ленґ. «Це була помилкова героїка».
«Я почав ототожнювати себе з гнівом Френсіс Фармер», — сказав Ленґ. «Вона відпустить його, незалежно від того, які це матиме наслідки».
Сьюзен Блейклі зіграла роль Фармер у  телефільмі каналу CBS «Чи справді буде ранок?» 1983 року.

### Музика
Оригінальний музичний супровід написав Джон Баррі. За словами Баррі, його ідея перенести основну тему за допомогою гармоніки спочатку не сподобалася продюсерам, поки вони не почули її повністю оркестровано.
Поряд з деякими популярними піснями того періоду, помітний музичний твір був із Сонати для фортепіано Моцарта № 11, K331. Друга частина Сьомої симфонії Бетховена також представлена.

### Монтаж
Спочатку фільм тривав три години, але його скоротили. Це означало зменшення кількості екранного часу, присвяченого Френсіс та її батькам, а також Френсіс та її любовним стосункам. Згодом Кліффорд стверджував, що він вважав фільм занадто коротким.

## Прийом
«Френсіс» має рейтинг 67% на Rotten Tomatoes на основі 30 рецензій із консенсусом: «Цей жахливий байопік підкреслює образи, заподіяні Френсіс Фармер, на шкоду розкриттю її як особистості, але високе виконання Джессіки Ленґ додає трагічну фігуру людяності, якої бракує сценарію».

## Нагороди та номінації
| Премія                                | Категорія                                      | Номінант(и)                            | Результат   |
| ------------------------------------- | ---------------------------------------------- | -------------------------------------- | ----------- |
| «Оскар»                               | Найкраща жіноча роль                           | Джессіка Ленґ                          | Номінація   |
| «Оскар»                               | Найкраща жіноча роль другого плану             | Кім Стенлі                             | Номінація   |
| «Золотий глобус»                      | Найкраща жіноча роль — драма                   | Джессіка Ленґ                          | Номінація   |
| «Золотий глобус»                      | Найкраща жіноча роль другого плану — кінофільм | Кім Стенлі                             | Номінація   |
| Huabiao Awards                        | Найкращий перекладений іноземний фільм         | Найкращий перекладений іноземний фільм | Перемога    |
| Асоціація кінокритиків Лос-Анджелеса  | Найкраща акторка                               | Джессіка Ленґ                          | Друге місце |
| Московський міжнародний кінофестиваль | Золотий приз                                   | Ґрем Кліффорд                          | Номінація   |
| Московський міжнародний кінофестиваль | Найкраща жіноча роль                           | Джессіка Ленґ                          | Перемога    |
| Премія «Срібна стрічка»               | Найкраща іноземна акторка                      | Джессіка Ленґ                          | Номінація   |
| Національна спілка кінокритиків США   | Найкраща жіноча роль                           | Джессіка Ленґ                          | Друге місце |
| Коло кінокритиків Нью-Йорка           | Найкраща акторка                               | Джессіка Ленґ                          | Друге місце |